# Лариса Мануэла
Лариса Мануэла Такес Элиас Сантус (порт. Larissa Manoela Taques Elias dos Santos, 28 декабря 2000, Гуарапуава) — бразильская актриса, певица, модель, писательница и актриса озвучивания. Она наиболее известна по роли Марии Хоакины в «Карусель». В 2022 году она дебютировала на TV Globo в теленовелле Além da Ilusão, где сыграла Элизу и Изедору, двух сестёр в разных лицах.

## Биография
Лариса Мануэла Такес Элиас Сантус родилась в городе Гуарапуава, штат Парана, 28 декабря 2000 года. Она единственный ребёнок Сильваны Такес, педагога итальянского происхождения из Венето, и Хильберто Элиаса Сантоса, консультанта по недвижимости и агента с корнями в Португальский город Порту. Она начала свою карьеру в возрасте четырёх лет, когда подрядчик модельного агентства Projeto Passarela в супермаркете заметил её талант, решил сделать фотокнигу и отправил её на рынок. Чтобы расширить рынок сбыта, семья переехала в Сан-Паулу после двухлетнего перелёта через Парану — Рио-де-Жанейро — Сан-Паулу по делам.

## Карьера

### 2006—2011: Ранняя карьера
Её телевизионная карьера началась в возрасте шести лет. Несколько месяцев спустя она была выбрана для роли Гретль в спектакле «Звуки музыки», премьера которого состоялась в 2006 году.

### 2012—2017: получение большего признания в СМИ

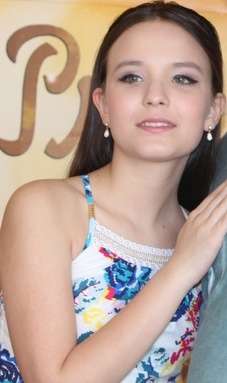
Лариса Мануэла в 2015 году.

В 2012 году на SBT она сыграла Марию Хоакину в «Карусель», роль, которая сделала её известной на национальном уровне. Её контракт с SBT был продлён в ноябре 2012 года; в результате она была выбрана для участия в ремейке «Чикититас», но теледраматургическое руководство телекомпании решило дать актрисе передышку из-за других проектов.
В 2013 году её пригласили для участия в сериале «Патрулья Сальвадора». 14 октября 2013 года она сообщила, что её дебютный студийный альбом находится в производстве. Маноэла выпустила свой альбом под названием «Com Você» 12 августа 2014 года на лейбле Deckdisc. Первым официальным синглом стал «Fugir Agora», а клип вышел 2 сентября того же года. Некоторые из её собственных песен были включены в мыльную оперу Cúmplices de um Resgate. В 2014 году Лариса совершила свой первый тур, который прошёл по всей Бразилии.
В 2014 году она была утверждена в качестве переводчика Мануэлы и Изабелы, главных героев-близнецов ремейка Cúmplices de um Resgate, премьера которого состоялась в 2015 году и завершилась в декабре 2016 года. Во время мыльной оперы 17 декабря 2015 года художественное руководство из SBT подписал в штаб-квартире станции продление контракта актрисы и певицы ещё на два года. В 2016 году на её дне рождения был выпущен клип и песня «Hoje é Meu dia». Клип и песня официально вышли на YouTube 3 февраля. Клип набрал более 42 миллионов просмотров. В том же году она выпустила свою первую книгу под названием «O Diário de Larissa Manoela». Презентация состоялась 26 июня в книжном магазине Saraiva. В конце 2016 года она была первой артисткой, которая провела сольное шоу в Disney со своим новым туром под названием «Larissa Manoela Outra Vez», в котором будут песни из мыльной оперы «Карусель» и несколько новых песен. В 2017 году она выпустила свою вторую книгу под названием «O Mundo de Larissa Manoela». 4 июня 2017 года Лариса Мануэла записала свой первый DVD.
В 2017 году Лариса была утверждена в актёрском составе As Aventuras de Poliana на роль Мирелы.

### 2018—2021: Netflix и TV Globo
В ноябре 2018 года Лариса подписала трёхлетний контракт с Netflix. В январе 2020 года вышел её первый фильм на платформе «Режим полёта», в котором Лариса играет Ану, инфлюенсера, зависимого от мобильных устройств. Через месяц после премьеры «Режим полёта» стал самым просматриваемым фильмом в истории платформы на неанглоязычном языке.
В 2019 году она объявила об уходе из SBT, где проработала 7 лет. В январе 2020 года она подписал контракт с TV Globo, о чём было объявлено в следующем месяце. Ожидалось, что актриса дебютирует в новом сезоне Malhação, однако, поскольку у неё были другие проекты, её переназначили на главную роль в шестичасовой теленовелле Além da Ilusão. Globo держит своих артистов под строгим договором об эксклюзивности, не позволяя им работать параллельно на платформах, отличных от Globoplay. Ларисе первой удалось нарушить пункт, поддерживая контракты с вещательной компанией и Netflix одновременно.

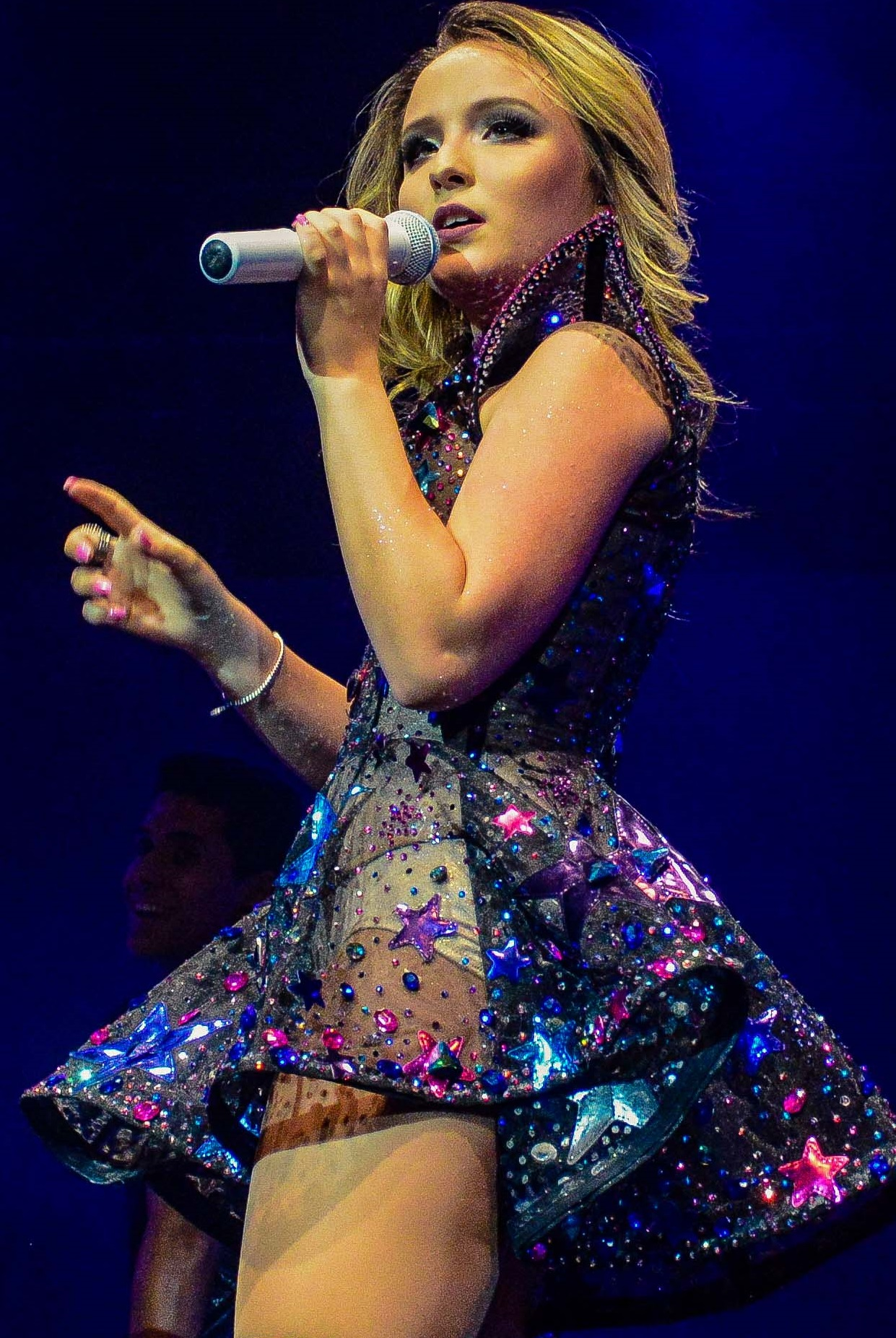
Лариса Мануэла на Espaço das Américas в 2017 году.

В 2021 году Лариса запустила ещё два проекта в партнёрстве с платформой, Diários de Intercâmbio и Lulli, оба из которых имели большой успех на платформе и заняли место среди самых просматриваемых в нескольких странах.

### С 2022: Além da Ilusão
7 февраля 2022 года Лариса Мануэла дебютировала по контракту с TV Globo с «Шестой новеллой» Além da Ilusão. Теленовелле удалось поднять низкие рейтинги своего предшественника, а её текст хорошо оценили критики за лёгкость и сравнили с рассказами Диснея по отношению к центральному роману. Выступление актрисы было высоко оценено телекомпанией и хорошо встречено публикой.

## Личная жизнь
Лариса Мануэла утверждает, что она католик, и заявила, что «всегда, когда я могу, я хожу на мессу».
В январе 2016 года журнал Veja объявил, что годовой доход актрисы составляет около 4 миллионов реалов.
В 2017 году актриса и певица купила особняк в Орландо, который будет сдавать поклонникам примерно за 3000 реалов в день. Каждая комната эквивалентна проекту, который у неё был на протяжении всей её карьеры.

### Отношения

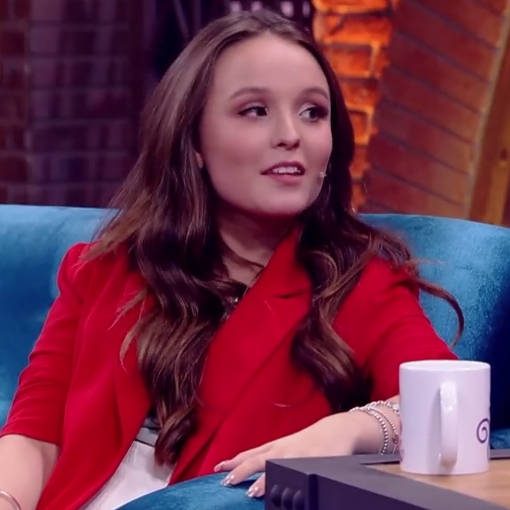
Лариса в шоу Lady Night

В детстве Лариса встречалась с актёром Педро Локесом, о котором никогда не писали в СМИ. Свидания проходили под присмотром родителей двоих, так как они были детьми.
После окончания «Карусели» она предполагала роман с актёром Томасом Костой, они были вместе с 2013 по 2015 год, а также за их отношениями следили её родители. Оба возобновились в 2017 году, но снова расстались.
В 2015 году она начала отношения с актёром Жоао Гильерме во время записи мыльной оперы SBT Cúmplices de Um Resgate. В 2016 году, прожив вместе 1 год и 2 месяца, они объявили о разрыве отношений.
В декабре 2017 года она объявила о своих отношениях с актёром Леу Сидади, которые закончились в феврале 2021 года после 3 лет знакомства.
В июле 2022 года она возобновила отношения с актёром Андре Луисом Фрамбахом, с которым у неё уже были отношения в период с июля по октябрь 2021 года, с которым вместе снималась в фильме «Режим полёта».

## Выпускники
Лариса Мануэла имеет около 85 лицензированных товаров, включая одежду, обувь, аксессуары, косметические товары, товары для детей, школьные принадлежности, предметы декора и другие, которые широко продаются по всей Бразилии.

## Фильмография

### Телевизор

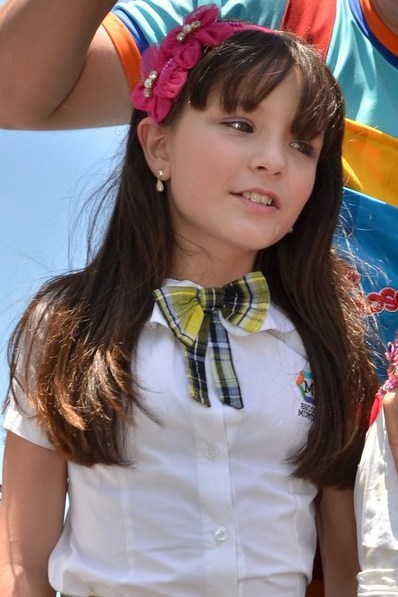
Лариса в 2013 году сыграла Марию Хоакину, в «Карусели».

| Год         | Заголовок                             | Занятие                 | Примечание           |
| ----------- | ------------------------------------- | ----------------------- | -------------------- |
| 2006 г.     | Mothern                               | саму себя               |                      |
| 2010        | Dalva e Herivelto: Uma Canção de Amor | Далва-де-Оливейра       |                      |
| 2010        | Na Fama e Na Lama                     | Лекинья                 |                      |
| 2012        | Corações Feridos                      | Вивиан Рома (Виви)      |                      |
| 2012-13 гг. | Карусель                              | Мария Хоакина Медсен    |                      |
| 2014-15     | Patrulha Salvadora                    | Мария Хоакина Медсен    |                      |
| 2015-16     | Cúmplices de Um Resgate               | Мануэла Агнес           |                      |
| 2015-16     | Cúmplices de Um Resgate               | Изабела Жункейра        |                      |
| 2017        | TVZ (ТВЗ)                             | Специальный ведущий     | Эпизод: «28 августа» |
| 2018-20     | As Aventuras de Poliana               | Мирела Дельфино         |                      |
| 2020        | Dra. Darci (Др. Дарси)                | Полиана                 | Эпизод: «Бомба»      |
| 2022        | Além da Ilusão                        | Элиза Камаргу Тапажос   |                      |
| 2022        | Além da Ilusão                        | Изадора Камаргу Тапажос |                      |

### Кинотеатр
| Год  | Заголовок                         | Персонаж                       | Примечание           |
| ---- | --------------------------------- | ------------------------------ | -------------------- |
| 2011 | Клоун                             | Гильермина                     |                      |
| 2012 | Это проклятое желание быть птицей | Педрита                        |                      |
| 2015 | Карусель: Фильм                   | Мария Хоакина Медсен           |                      |
| 2016 | Карусель 2                        | Мария Хоакина Медсен           |                      |
| 2017 | Meus 15 Anos — O Filme            | Беатрис де Соуза (Биа)         |                      |
| 2017 | Fala Sério, Mãe!                  | Мария де Лурдес Сикейра (Малу) |                      |
| 2020 | Режим полёта                      | Ана Монтейру                   | Оригинал от Нетфликс |
| 2021 | Дневники студенток по обмену      | Барбара да Силва Невис         | Оригинал от Нетфликс |
| 2021 | Лулли                             | Лулли Флорес                   | Оригинал от Нетфликс |

### Дубляж
| Год  | Заголовок                         | Бумага                       | Примечание |
| ---- | --------------------------------- | ---------------------------- | ---------- |
| 2012 | Sítio do Picapau Amrelo           | Наризиньу                    | Дубляж     |
| 2015 | Маленький принц                   | Девушка                      | Дубляж     |
| 2015 | Снежная королева 2: Перезаморозка | Герда (в бразильской версии) | Дубляж     |
| 2016 | Снежная королева 3: Огонь и лёд   | Герда (в бразильской версии) | Дубляж     |
| 2016 | Карусель в мультфильме            | Мария Хоакина                | Дубляж     |
| 2018 | Снежная Королева 4: Зазеркалье    | Герда                        | Дубляж     |
| 2019 | Распрекрасный принц               | Ленор (в бразильской версии) | Дубляж     |

### Интернет
| Год  | Заголовок     | Бумага | Оценки      |
| ---- | ------------- | ------ | ----------- |
| 2018 | Garota Errada | сама   | Эпизод: «2» |

## Театр
| Год     | Заголовок        | Бумага            | ссылка |
| ------- | ---------------- | ----------------- | ------ |
| 2009 г. | Мятежный новичок | Гретль            |        |
| 2010    | Gypsy            | Малышка Джун      |        |
| 2011    | Ведьмы Иствика   | маленькая девочка | [ 40 ] |
| 2018    | Мятежный новичок | ложь              |        |

## Дискография
- Com Você (2014)
- Além do Tempo (2019)
- Larissa Manoela A Milhão (2022)